# Jermyn Street

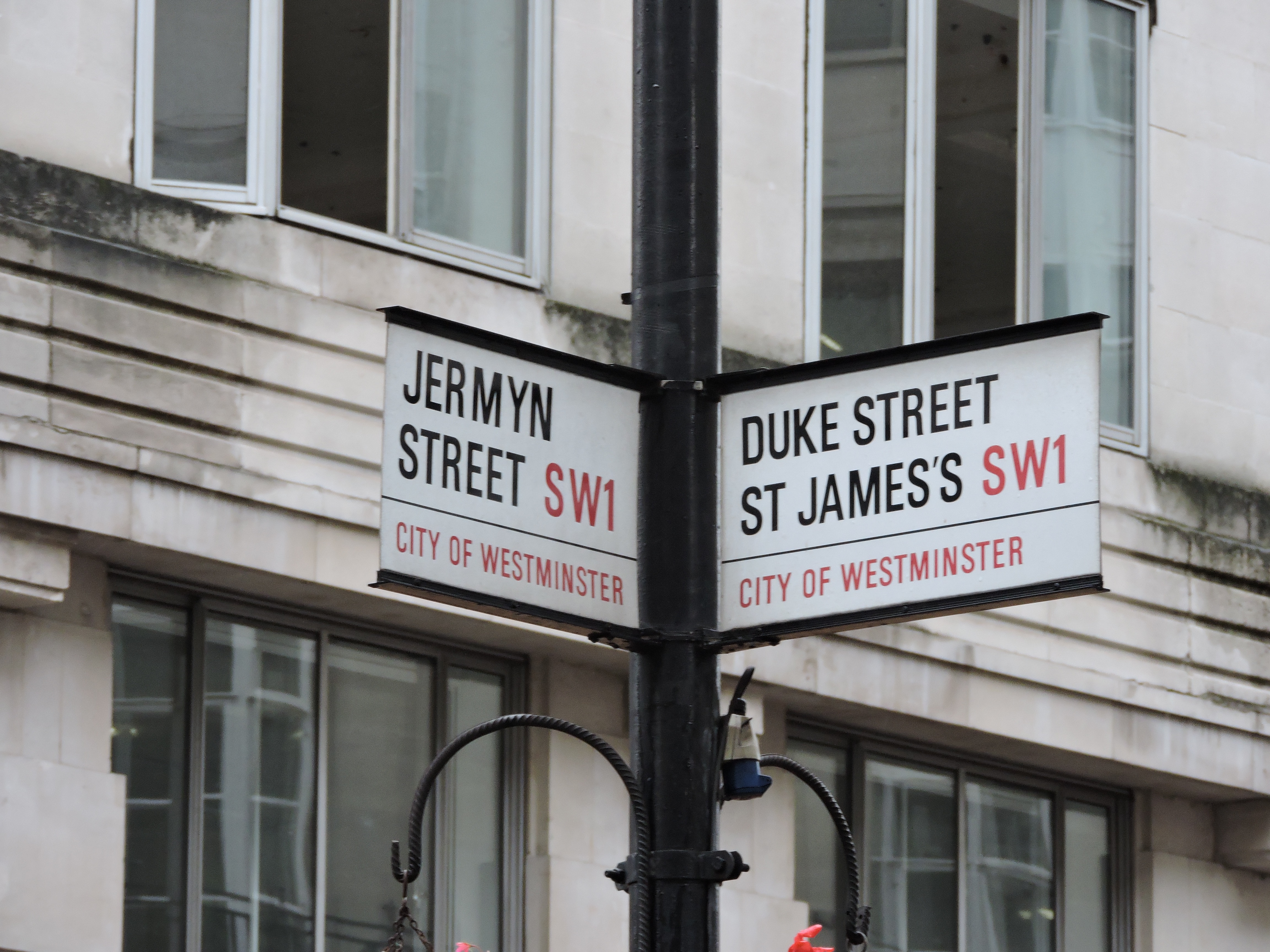
Segnale stradale per l'incrocio di Jermyn Street e Duke Street, St. James's.

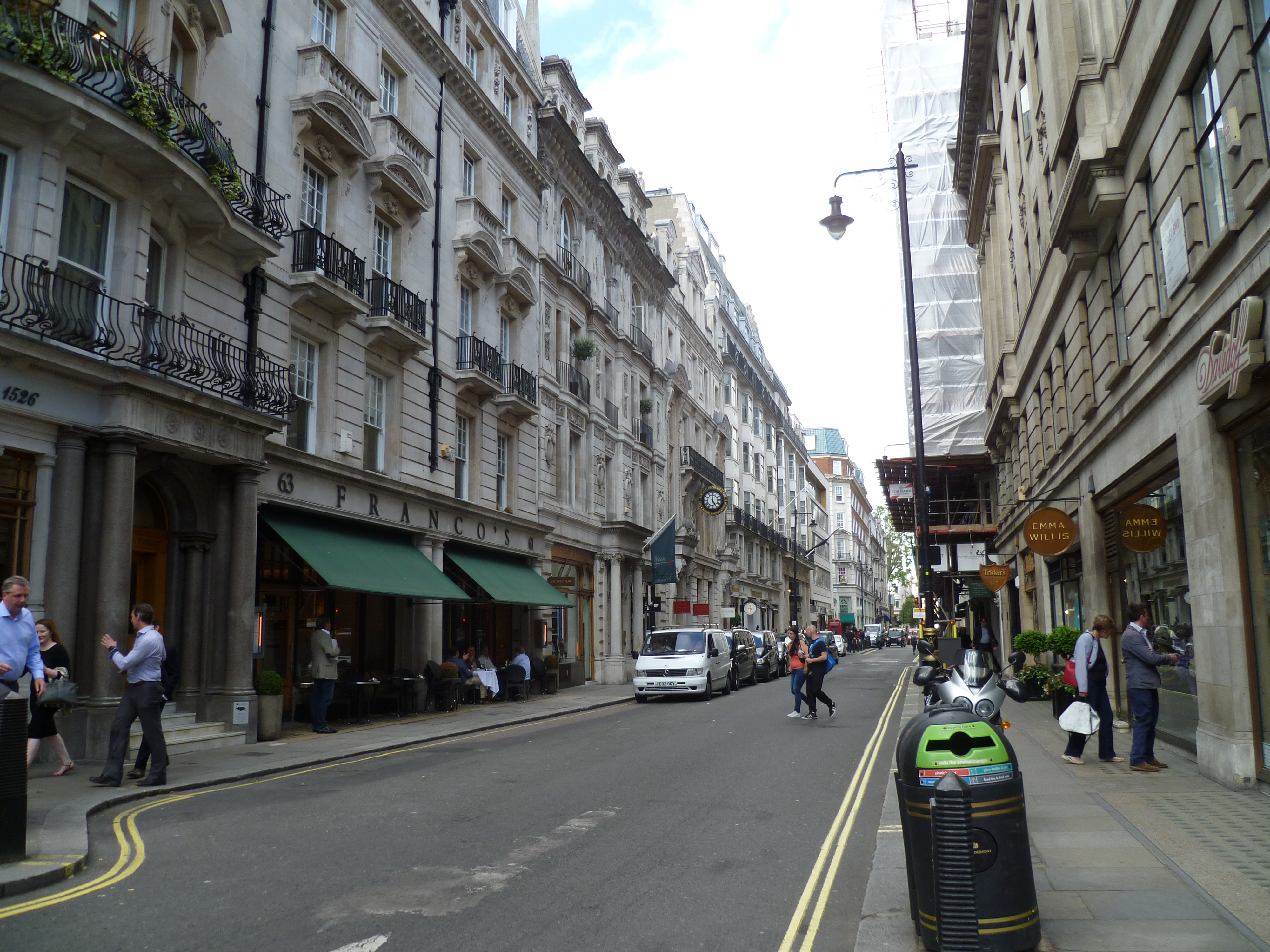
Vista di Jermyn Street.

Jermyn Street è una strada commerciale nel centro di Londra.

## Etimologia
Henry Jermyn (1605-1684), I conte di St. Albans, fu segretario e favorito di Enrichetta Maria di Francia, moglie del re Carlo I d'Inghilterra. Molto coinvolto nello sviluppo del quartiere intorno a St. James's Square, ha dato alla strada il suo nome. Fu anche dietro la costruzione della chiesa di Saint James a Piccadilly, costruita dall'architetto Christopher Wren nel 1684.

## Storia
La strada è menzionata per la prima volta nel 1667 con il nome di Jarman Street.
Alcuni anni dopo, viene menzionata dalla London Encyclopædia, la quale scrive sulla bellezza dell'estremità occidentale rispetto all'estremità est.
Nel 1815, c'erano diversi hotel in strada, tra cui il Waterloo Hotel nn. 85-86 dal 1830 al 1903.
Molti degli edifici sulla strada fanno parte delle proprietà immobiliari della corona e come tali sono gestiti dalla Crown Estate.

## Monumenti e luoghi d'interesse
Situata nel quartiere di St. James's nella città di Westminster, tra Haymarket e St. James's Street, Jermyn Street è nota per le sue camicerie e i numerosi negozi di moda maschile, come Turnbull & Asser, Hawes & Curtis, Thomas Pink, Charles Tyrwhitt, TM Lewin, Sartoria dei Duchi - Atri, Hackett o John Lobb.
Oltre a questi negozi, c'è il più antico produttore di formaggi di Londra (1797), Paxton e Whitfield, e un teatro, il Jermyn Street Theatre.
Le stazioni della metropolitana più vicine sono Green Park, a ovest, dove i treni circolano sulle linee Jubilee, Piccadilly Victoria e, a est, Piccadilly Circus, servita da Bakerloo, Piccadilly.

## Nella letteratura
Nella serie di I quattro giusti, i romanzi di Edgar Wallace, Leon Gonzalez e George Manfred risiedono a Londra in Jermyn Street.